# Núria Gispert i Feliu

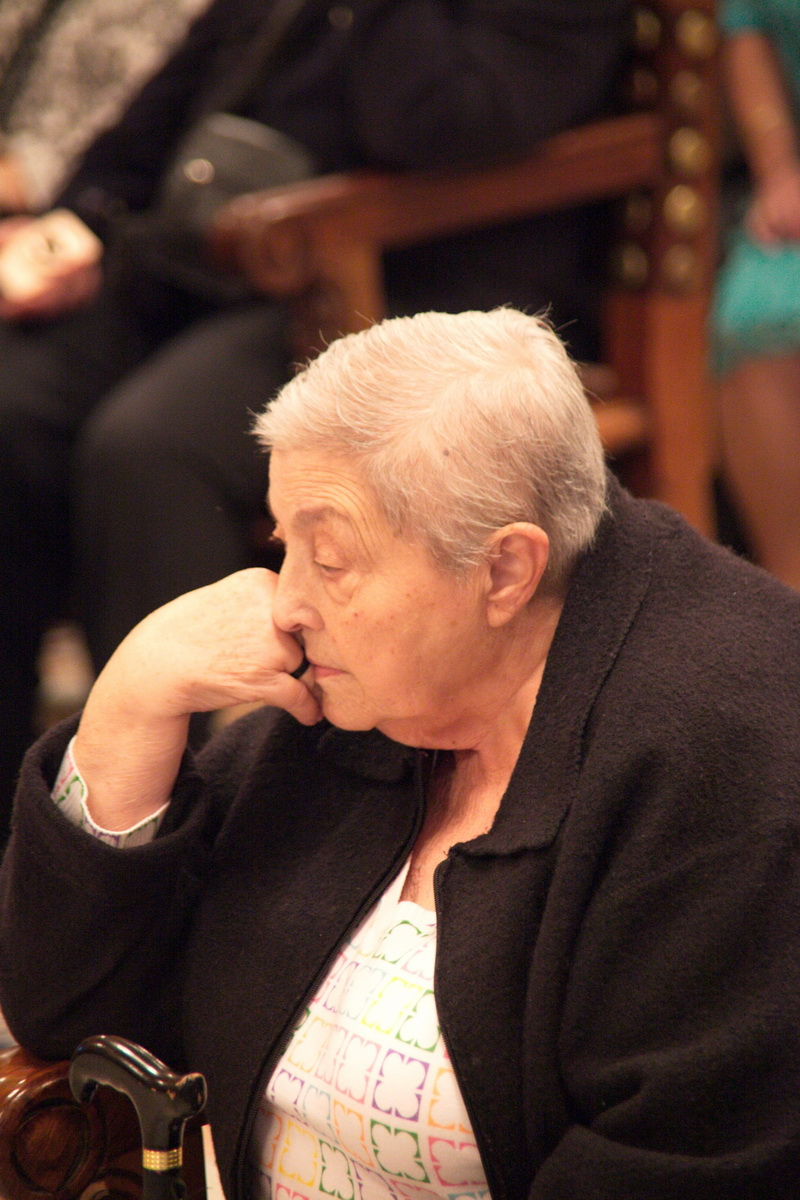
Núria Gispert i Feliu em 2014

Núria Gispert i Feliu (Barcelona, 6 de junho de 1936 — Barcelona, 16 de junho de 2020) foi uma política espanhola, activista católica e assistente social. Foi membro do Partido Socialista Unificado da Catalunha, do Partido dos Socialistas da Catalunha e entre 1979 e 1995 foi membro da Câmara Municipal de Barcelona.[carece de fontes?]
Morreu em 16 de setembro de 2020 em Barcelona de cancro do cólon aos 84 anos.